# Zoran Stawrewski
Zoran Stawrewski (mac. Зоран Ставрески; ur. 29 października 1965 w Ochrydzie) – macedoński polityk, wicepremier Macedonii ds. gospodarczych od 26 sierpnia 2006.

## Życiorys
Zoran Stawrewski w 1987 zdobył tytuł magistra ekonomii na Uniwersytecie Świętych Cyryla i Metodego w Skopju.
W latach 1993-2000 był doradcą, a następnie szefem Biura Badań w Macedońskim Banku Narodowym. W 2001 został podsekretarzem w Ministerstwie Finansów. W latach 2001–2006 pracował na różnych stanowiskach w Banku Światowym.
26 sierpnia 2006 Stawrewski objął funkcję wicepremiera ds. gospodarczych rządzie premiera Nikoły Gruewskiego. Zachował ją w nowym gabinecie Gruewskiego, sformowanym 26 lipca 2008, po zwycięstwie we wcześniejszych wyborach parlamentarnych w czerwcu 2008.